# Canton de Dax-1
Le canton de Dax-1 est une circonscription électorale française du département des Landes.

## Histoire
Un nouveau découpage territorial des Landes entre en vigueur à l'occasion des élections départementales de 2015. Il est défini par le décret du 18 février 2014, en application des lois du 17 mai 2013 (loi organique 2013-402 et loi 2013-403). Les conseillers départementaux sont, à compter de ces élections, élus au scrutin majoritaire binominal mixte. Les électeurs de chaque canton élisent au Conseil départemental, nouvelle appellation du Conseil général, deux membres de sexe différent, qui se présentent en binôme de candidats. Les conseillers départementaux sont élus pour 6 ans au scrutin binominal majoritaire à deux tours, l'accès au second tour nécessitant 12,5 % des inscrits au 1er tour. En outre la totalité des conseillers départementaux est renouvelée. Ce nouveau mode de scrutin nécessite un redécoupage des cantons dont le nombre est divisé par deux avec arrondi à l'unité impaire supérieure si ce nombre n'est pas entier impair, assorti de conditions de seuils minimaux. Dans les Landes, le nombre de cantons passe ainsi de 30 à 15.
Le canton de Dax-1 est formé de communes des anciens cantons de Dax-Nord (8 communes) et de Dax-Sud (2 communes). Le canton est entièrement inclus dans l'arrondissement de Dax. Le bureau centralisateur est situé à Dax.

## Représentation
| Période élective | Période élective | Mandat | Mandat   | Identité         | Nuance | Nuance | Qualité |
| ---------------- | ---------------- | ------ | -------- | ---------------- | ------ | ------ | --- |
| 2015             | 2021             | 2015   | 2021     | Henri Bedat      |        | PS     | Retraité cadre bancaire Maire de Saint-Vincent-de-Paul                                                                        |
| 2015             | 2021             | 2015   | 2021     | Catherine Delmon |        | DVG    | Maire de Saint-Paul-lès-Dax (2012-2020)                                                                                       |
| 2021             | 2028             | 2021   | en cours | Henri Bedat      |        | PS     | Maire de Saint-Vincent-de-Paul 9ème Vice-Président du conseil départemental, chargé des personnels, moyens généraux et sports |
| 2021             | 2028             | 2021   | en cours | Sylvie Peducasse |        | PCF    | Professeure de lycée 1ère adjointe au maire de Saint-Paul-lès-Dax                                                             |

### Résultats détaillés

#### Élections de mars 2015
À l'issue du 1er tour des élections départementales de 2015, deux binômes sont en ballottage : Henri Bedat et Catherine Delmon (PS, 40,52 %) et Nicole Mascaras et Benoît De Valicourt (Union de la Droite, 24,1 %). Le taux de participation est de 55,82 % (9 626 votants sur 17 245 inscrits) contre 57,2 % au niveau départemental et 50,17 % au niveau national.
Au second tour, Henri Bedat et Catherine Delmon (PS) sont élus avec 58,07 % des suffrages exprimés et un taux de participation de 54 % (4 834 voix pour 9 312 votants et 17 244 inscrits).
Catherine (Cathy) Delmon a été exclue du PS en janvier 2014.

#### Élections de juin 2021
Le premier tour des élections départementales de 2021 est marqué par un très faible taux de participation (33,26 % au niveau national). Dans le canton de Dax-1, ce taux de participation est de 40,07 % (7 304 votants sur 18 230 inscrits) contre 40,28 % au niveau départemental. À l'issue de ce premier tour, deux binômes sont en ballottage : Henri Bedat et Sylvie Peducasse (Union à gauche, 44,9 %) et Hervé Darrigade et Catherine Lagrasse (Union au centre et à gauche, 32,5 %).
Le second tour des élections est marqué une nouvelle fois par une abstention massive équivalente au premier tour. Les taux de participation sont de 34,36 % au niveau national, 40,68 % dans le département et 40,59 % dans le canton de Dax-1. Henri Bedat et Sylvie Peducasse (Union à gauche) sont élus avec 54,88 % des suffrages exprimés (3 738 voix pour 7 399 votants et 18 229 inscrits),,.

## Composition
| Nom                         | Code Insee | Intercommunalité           | Superficie (km2) | Population (dernière pop. légale)               | Densité (hab./km2) | Modifier                                    |
| --------------------------- | ---------- | -------------------------- | ---------------- | ----------------------------------------------- | ------------------ | ------------------------------------------- |
| Dax (bureau centralisateur) | 40088      | CA Grand Dax Agglomération | 19,70            | Fraction : 1 860 (2022) Commune : 21 716 (2022) | 1 102              | modifier les données · modifier les données |
| Angoumé                     | 40003      | CA Grand Dax Agglomération | 7,83             | 266 (2022)                                      | 34                 | modifier les données · modifier les données |
| Gourbera                    | 40114      | CA Grand Dax Agglomération | 27,73            | 364 (2022)                                      | 13                 | modifier les données · modifier les données |
| Herm                        | 40123      | CA Grand Dax Agglomération | 52,08            | 1 189 (2022)                                    | 23                 | modifier les données · modifier les données |
| Mées                        | 40179      | CA Grand Dax Agglomération | 15,11            | 1 970 (2022)                                    | 130                | modifier les données · modifier les données |
| Rivière-Saas-et-Gourby      | 40244      | CA Grand Dax Agglomération | 27,37            | 1 425 (2022)                                    | 52                 | modifier les données · modifier les données |
| Saint-Paul-lès-Dax          | 40279      | CA Grand Dax Agglomération | 58,45            | 14 114 (2022)                                   | 241                | modifier les données · modifier les données |
| Saint-Vincent-de-Paul       | 40283      | CA Grand Dax Agglomération | 32,37            | 3 384 (2022)                                    | 105                | modifier les données · modifier les données |
| Siest                       | 40301      | CA Grand Dax Agglomération | 2,91             | 137 (2022)                                      | 47                 | modifier les données · modifier les données |
| Tercis-les-Bains            | 40314      | CA Grand Dax Agglomération | 10,19            | 1 331 (2022)                                    | 131                | modifier les données · modifier les données |
| Téthieu                     | 40315      | CA Grand Dax Agglomération | 11,03            | 763 (2022)                                      | 69                 | modifier les données · modifier les données |
| Canton de Dax-1             | 4005       |                            |                  | 26 803 (2022)                                   |                    | modifier les données                        |

Le canton de Dax-1 comprend :
1. dix communes entières,
2. la partie de la commune de Dax située au nord de l'Adour.

## Démographie
En 2022, le canton comptait 26 803 habitants, en évolution de +7,5 % par rapport à 2016 (Landes : +5,78 %, France hors Mayotte : +2,11 %).
| 2013   | 2018   | 2022   |
| ------ | ------ | ------ |
| 24 566 | 25 413 | 26 803 |